# Niko Pirosmani
 (juin 2018).
Si vous disposez d'ouvrages ou d'articles de référence ou si vous connaissez des sites web de qualité traitant du thème abordé ici, merci de compléter l'article en donnant les références utiles à sa vérifiabilité et en les liant à la section « Notes et références ».
 (juin 2018).
Le contenu est difficilement compréhensible vu les erreurs de traduction, qui sont peut-être dues à l'utilisation d'un logiciel de traduction automatique.
Niko Pirosmani (en géorgien : ნიკო ფიროსმანი), né Nikolos Pirosmanachvili (ნიკოლოზ ფიროსმანაშვილი) le 5 mai 1862 à Mirzaani (en) (province de Kakhétie, Géorgie) et mort le 9 avril 1918 à Tbilissi (Géorgie), est un peintre naïf géorgien.

## Biographie

### Débuts
Pirosmani naît en Géorgie, à Mirzaani, dans une famille paysanne de la province de Kakheti. Ses parents, Aslan Pirosmanachvili et Tekle Toklikichvili, sont des fermiers, propriétaires d'une petite vigne et de quelques vaches. Orphelin, il grandit sous la responsabilité de ses deux sœurs aînées, Mariam et Pepe. Il s'installe avec elles à Tbilissi en 1870. En 1872, alors qu'il habite un petit appartement proche de la gare de Tbilissi, il travaille comme domestique chez de riches familles de la ville et apprend à lire et écrire le russe et le géorgien. En 1876, il revient à Mirzaani et devient berger. 

### Une vie de pauvreté: d'abord gagner sa vie
Pirosmani apprend la peinture en autodidacte. En 1882, avec George Zaziashvili lui aussi autodidacte, il ouvre un atelier et peint des enseignes pour des tavernes et autres commerces à Tbilissi. En 1890, il est conducteur de train. En 1893, il co-fonde une exploitation laitière à Tbilissi, qu'il quittera en 1901. Tout au long de sa vie, Pirosmani est resté pauvre ; il n'hésitait pas à prendre des métiers ordinaires, dont celui de peintre en bâtiment ou d'intérieur. 
En plus de peindre des enseignes à Tbilissi, il réalisait des peintures de diverses nature et des portraits, selon les commandes. Son travail a connu à l'époque une certaine notoriété, et environ 200 de ses œuvres existent encore à ce jour. Ses relations avec les artistes professionnels restèrent cependant difficiles, étant donné la priorité qu'il mettait à gagner de quoi vivre plutôt qu'à approfondir des recherches esthétiques.

### Une reconnaissance limitée de son vivant
Certains des taverniers, appréciant l’art de Pirosmani, l’exposaient dans leur taverne. L’artiste était très lié à ce milieu, mais semblait néanmoins habiter son propre univers. Les gens de l'époque le voyaient comme un homme « hors de ce monde ». Son talent, sa solitude, son existence menée au jour le jour et son habitude de boire qui s’est développée au fil des ans ont fini par l'épuiser.
Grâce à Kirill et Ilia Zdanevitch et Mikhaïl Le Dentu, «de son vivant, quelques années avant la révolution d’Octobre, ses œuvres sont présentées en 1913 à Moscou dans une exposition intitulée « Mishen » (« la cible »), qui regroupe notamment des travaux de Chagall, de Gontcharova, de Larionov ou de Malevitch. Ceux qui formeront un bataillon de l’avant-garde russe.»

### Fin de vie
En avril 1918, en pleine pandémie, il meurt à 55 ans de la grippe, affaibli par la malnutrition et une insuffisance hépatique. Il est inhumé au cimetière de Nino, à un endroit qui reste inconnu.

## Style et postérité
Le style de Pirosmani ne nous est accessible que par les œuvres qui lui ont survécu. De nombreux musées et galeries officiels possèdent un échantillon de ses œuvres. Le petit musée Niko Pirosmanachvili (rue Piromanachvili, au sud de la gare de chemin de fer) permet (pour 5 laris ou 2 dollars, en 2018) de voir une douzaine de ses toiles (en reproduction), et d'apprécier son logement, minimaliste, très inconfortable, de 12 à 13 mètres carrés en rez-de-chaussée.
Pirosmani a développé une approche personnelle, travaillant avec des matériaux négligés par les autres peintres comme une toile cirée noire de haute qualité produite normalement pour des besoins industriels. Il a également peint sur du carton, des assiettes, et de temps en temps sur de la toile classique. La toile cirée restait cependant son support privilégié, la durabilité et l’élasticité de cette matière ayant contribué à la conservation de son œuvre.
Le style de Pirosmani mélange des choix esthétiques personnels et des formes populaires traditionnelles, entre les arts moderne et antique. Il crée des images non conventionnelles inspirées par la réalité. Tout individualiste qu'il était, Pirosmani était profondément enraciné dans son sol natal, et a injecté dans ses œuvres la couche culturelle, la mémoire d’art antique et médiéval de son pays. Bien que profondément religieux, Pirosmani n’a pas peint de saints ou des sujets religieux. Il s’est concentré sur ses contemporains, des résidents de Tiflis et des villages de Kakhétie. Peints avec des mouvements larges, libérales, les visages brillent contre le fond noir, et malgré la présence d'éléments du quotidien dans ses travaux, il y a autant d'éléments réels que surréalistes dans son œuvre.
La plupart des œuvres survivantes de Pirosmani sont des représentations du peuple et d'animaux. Les animaux constituent une partie impressionnante de l’héritage de l’artiste géorgien. Les images ne reproduisent pas simplement l’apparence générale de l'animal. Pirosmani s'attache à représenter la partie animée de la nature plutôt que de fidèlement reproduire son apparence physique, les animaux semblant vivre une vie à eux. Plutôt que des observations spécifiques, Pirosmani exprime une vision générale de la nature, un univers peu dépeint. Comme un artiste dont la façon de penser était à bien des regards archaïque, Pirosmani n’a pas créé de paysages purs ou séparé de leur environnement naturel les humains ou les animaux. Ses paysans sont debout sur la terre, sous le ciel. Certains de ses sujets sont des personnes ayant existé, tels Ilya Zdanevich, le propriétaire de taverne Alexandre Gaanov, l’actrice Margarita, qui, selon une légende romantique, fût la responsable de la faillite de Pirosmani et la seule femme que Pirosmani ait aimé (cette histoire forme le thème de la chanson intitulée en français « Million de roses »). Les sujets de Pirosmani incluent également des figures légendaires d’histoire géorgienne du Chota Roustavéli et la Reine Tamara, mais Pirosmani peint le plus souvent des inconnus - un pêcheur, un nettoyeur de rue, un joueur d’orgue, une femme géorgienne avec un tambourin, une femme avec un parapluie où une paysanne avec des enfants.

## Evocations
Pirosmani est représenté sur un billet de banque géorgien d'une valeur de 1 lari. Il est cependant rare de le voir en usage, les pièces de même valeur étant bien plus répandues.
En 1969, Gueorgui Chenguelaia lui consacre un film, Pirosmani, évoquant sa vie et son destin. En 1988, Sergueï Paradjanov présente au Festival de Rotterdam un court-métrage centré sur le peintre, Arabesques sur le thème de Pirosmani.

Œuvres de Niko Pirosmani.
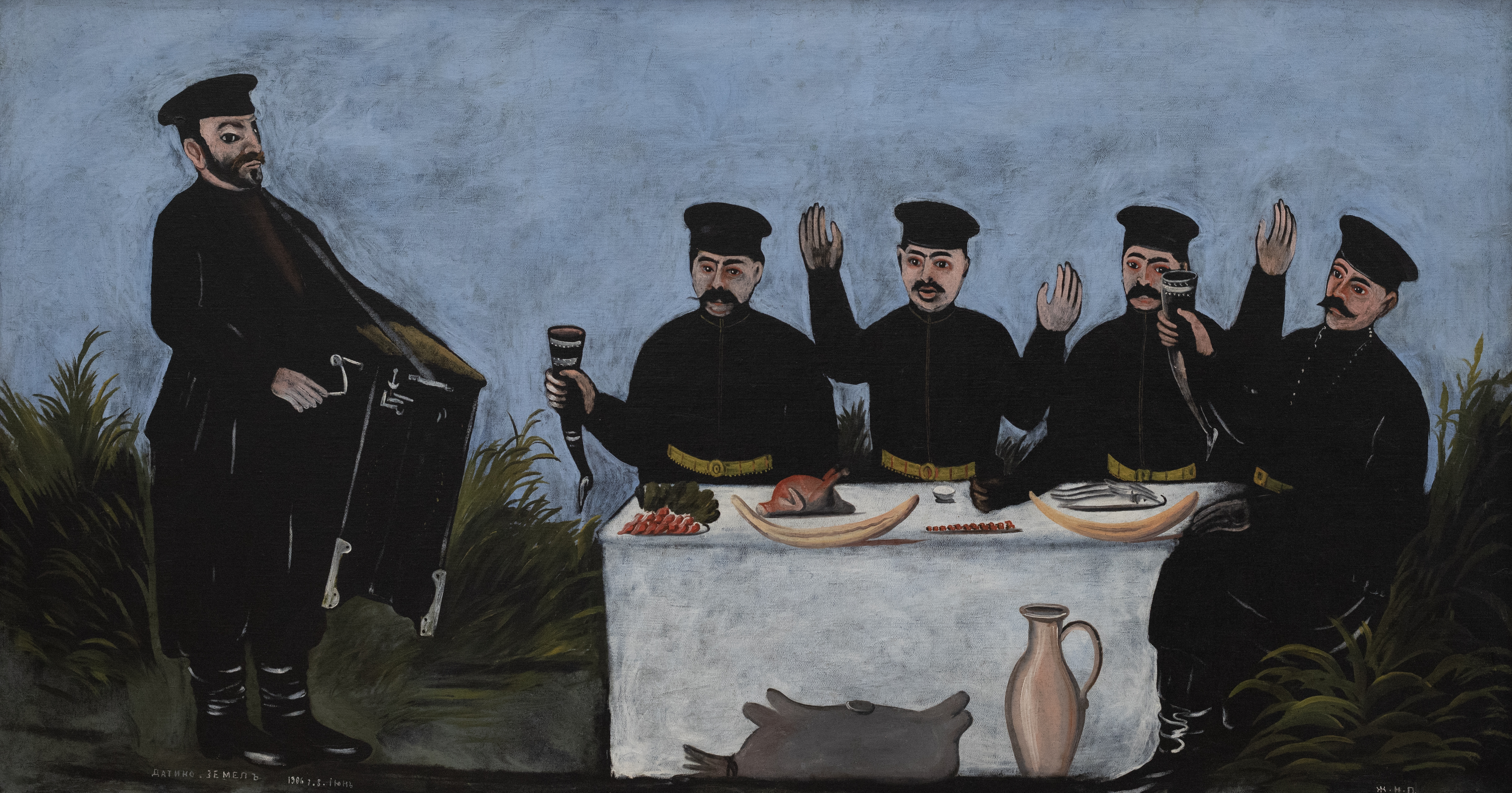
Fête avec l'organiste Datiko Semel (1906).
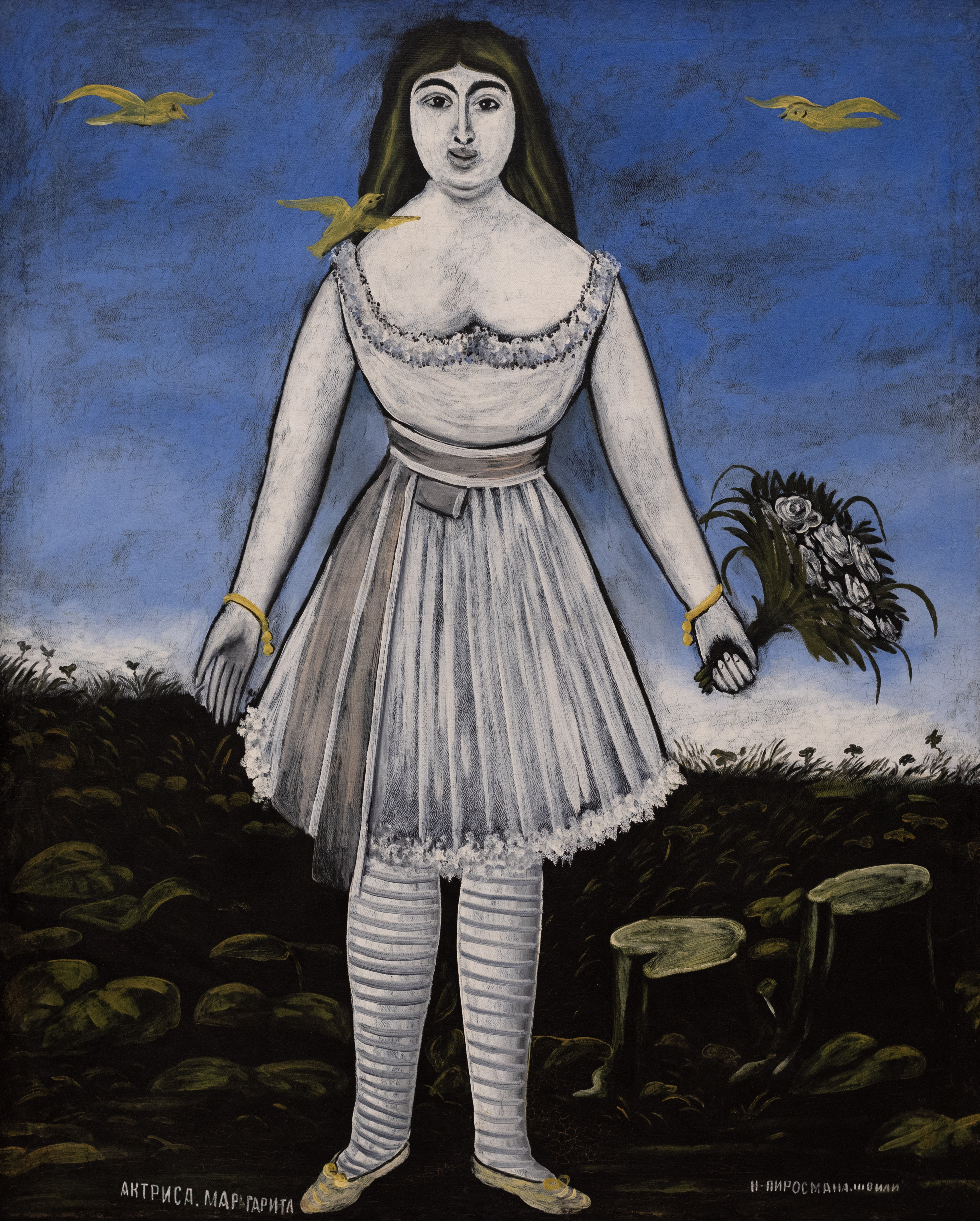
Margarita (1909)
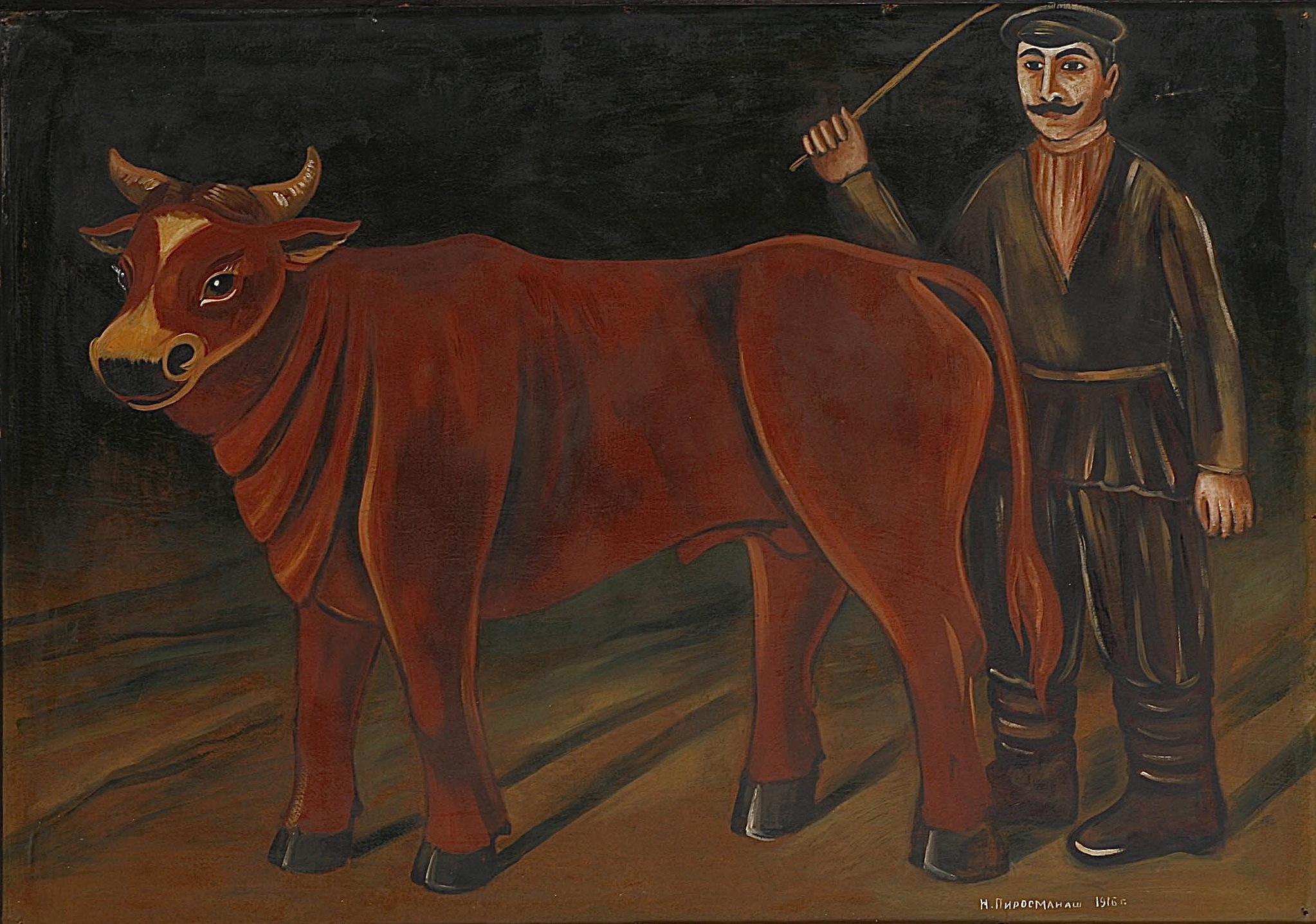
Fermier avec un bœuf (1916), Centre M.T. Abraham.
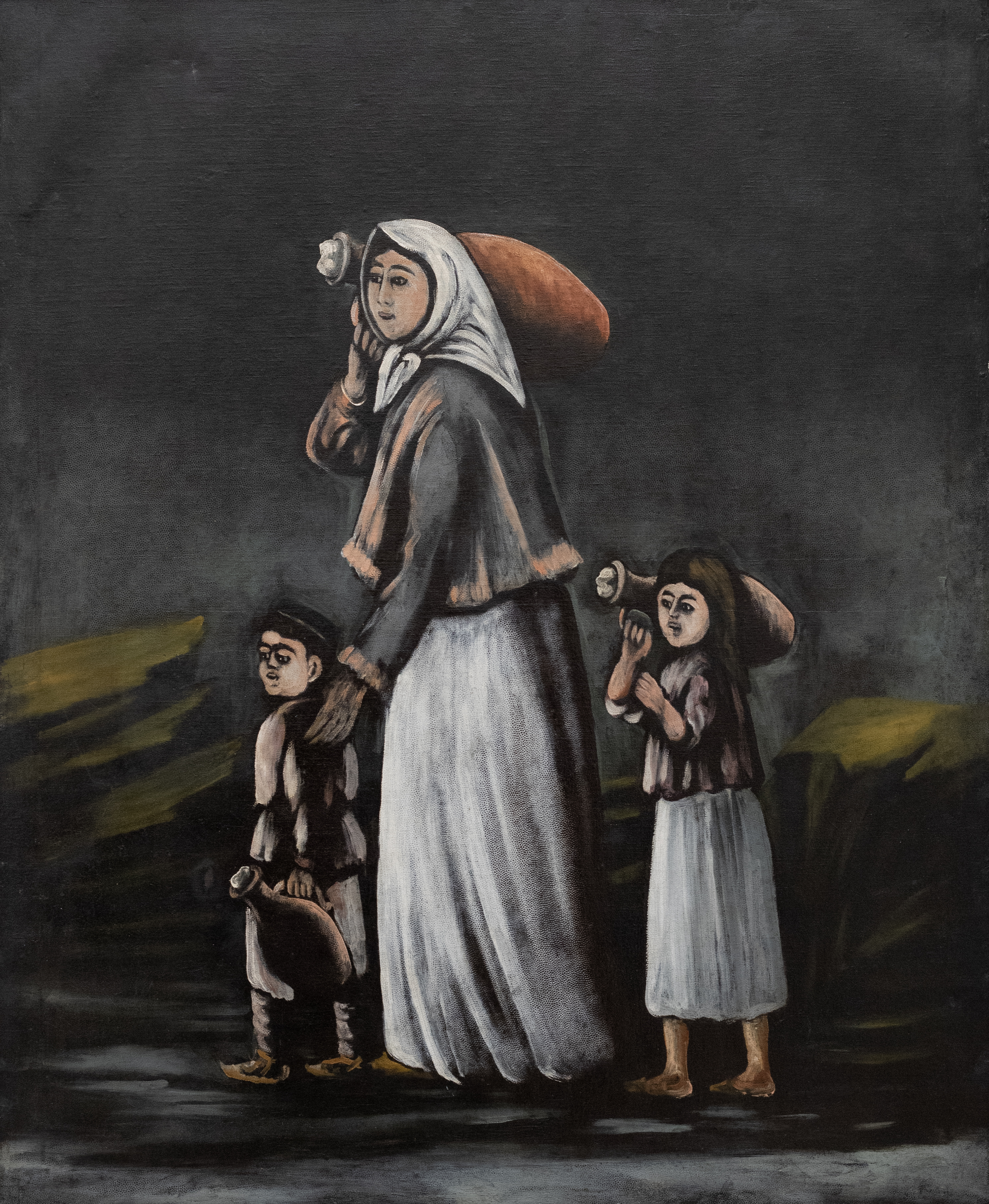
Une femme et ses enfants vont à la source.
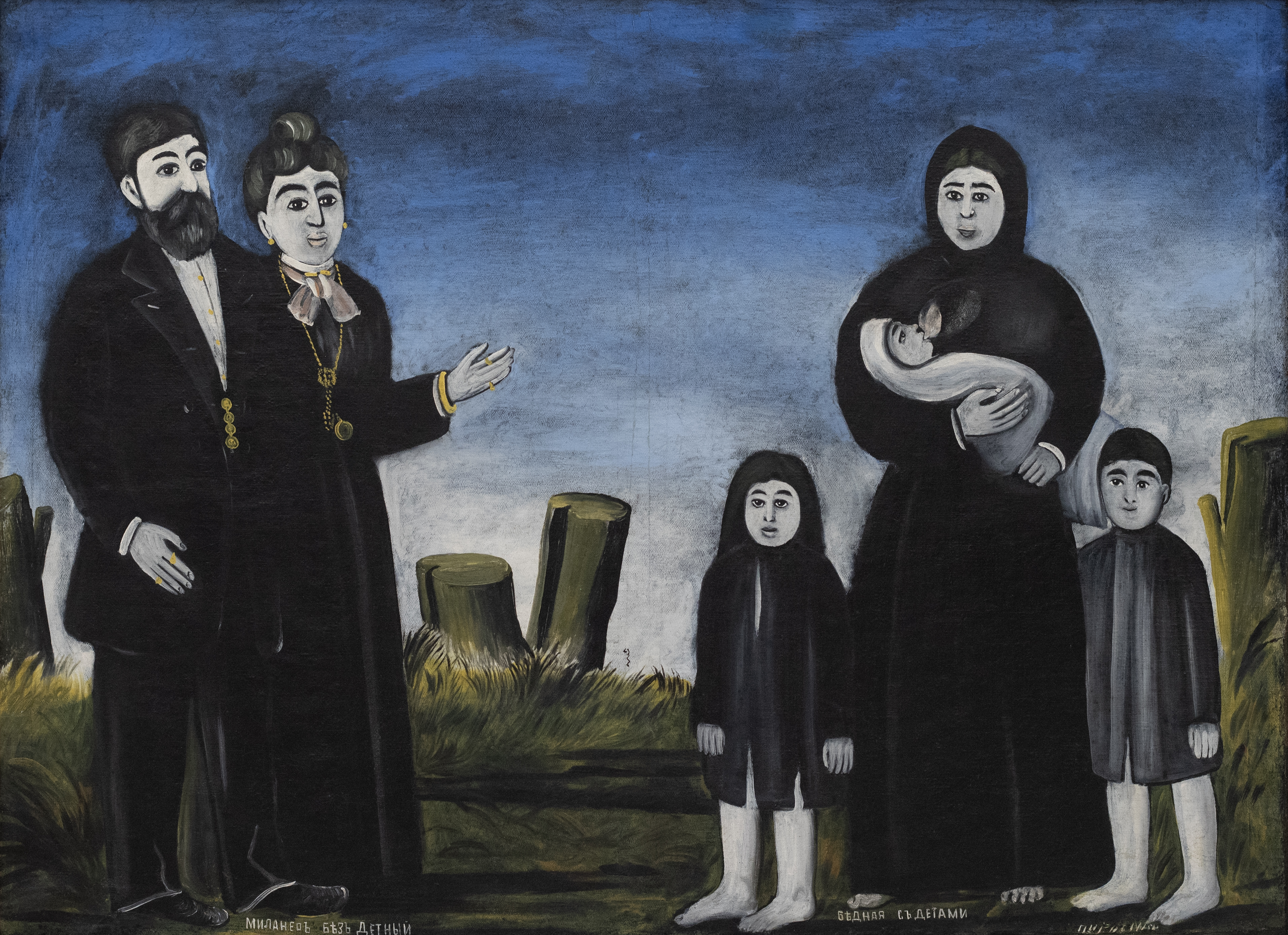
Millionnaire sans enfants et une femme pauvre bénie par ses enfants
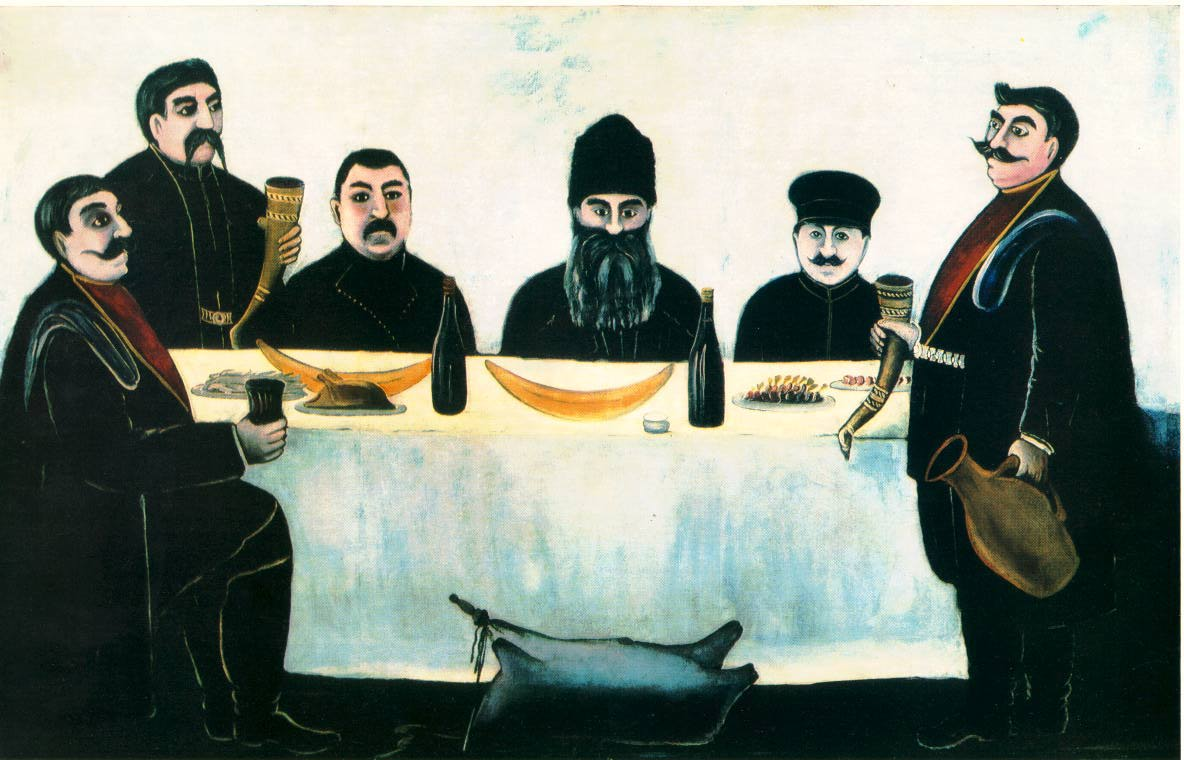
Fête Musée d'État d'art oriental, Moscou.
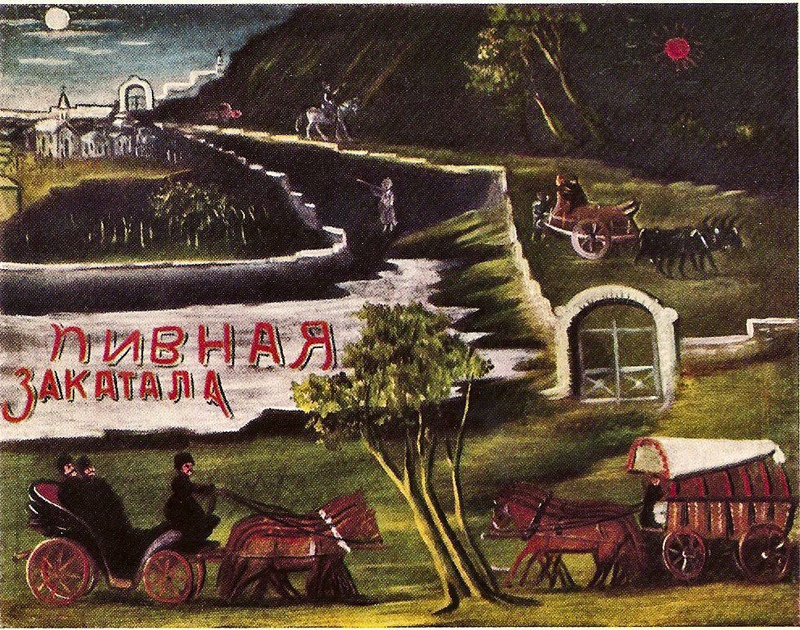
Anuncio de bar de copas en Zakatala Museo de Bellas Artes Shalva Amiranashvili.
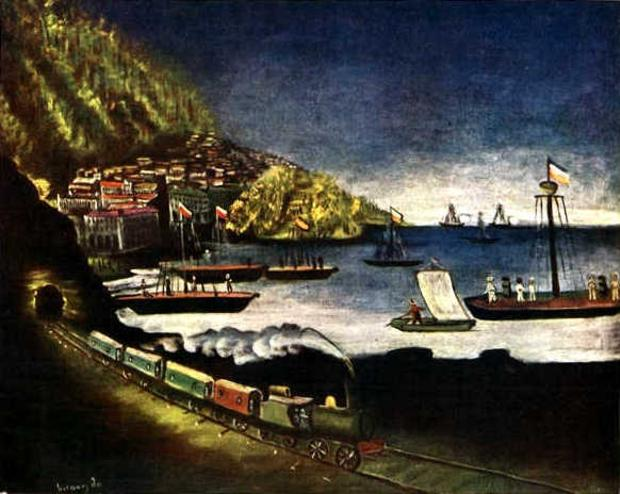
Port de Batoumi.
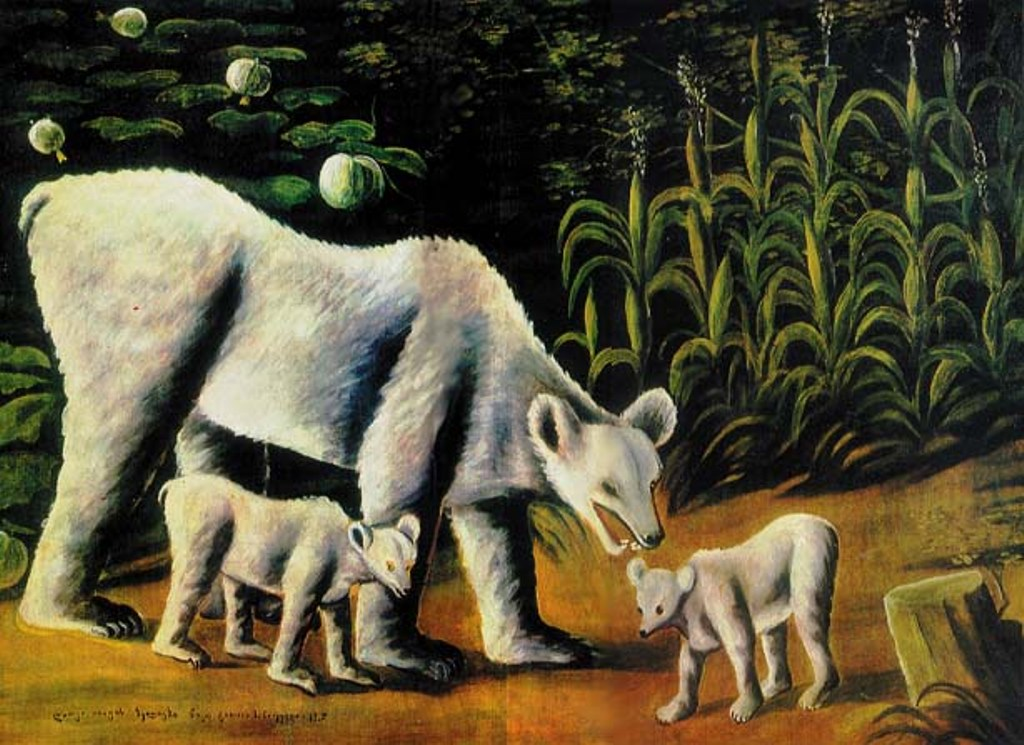
Famille d'ours.
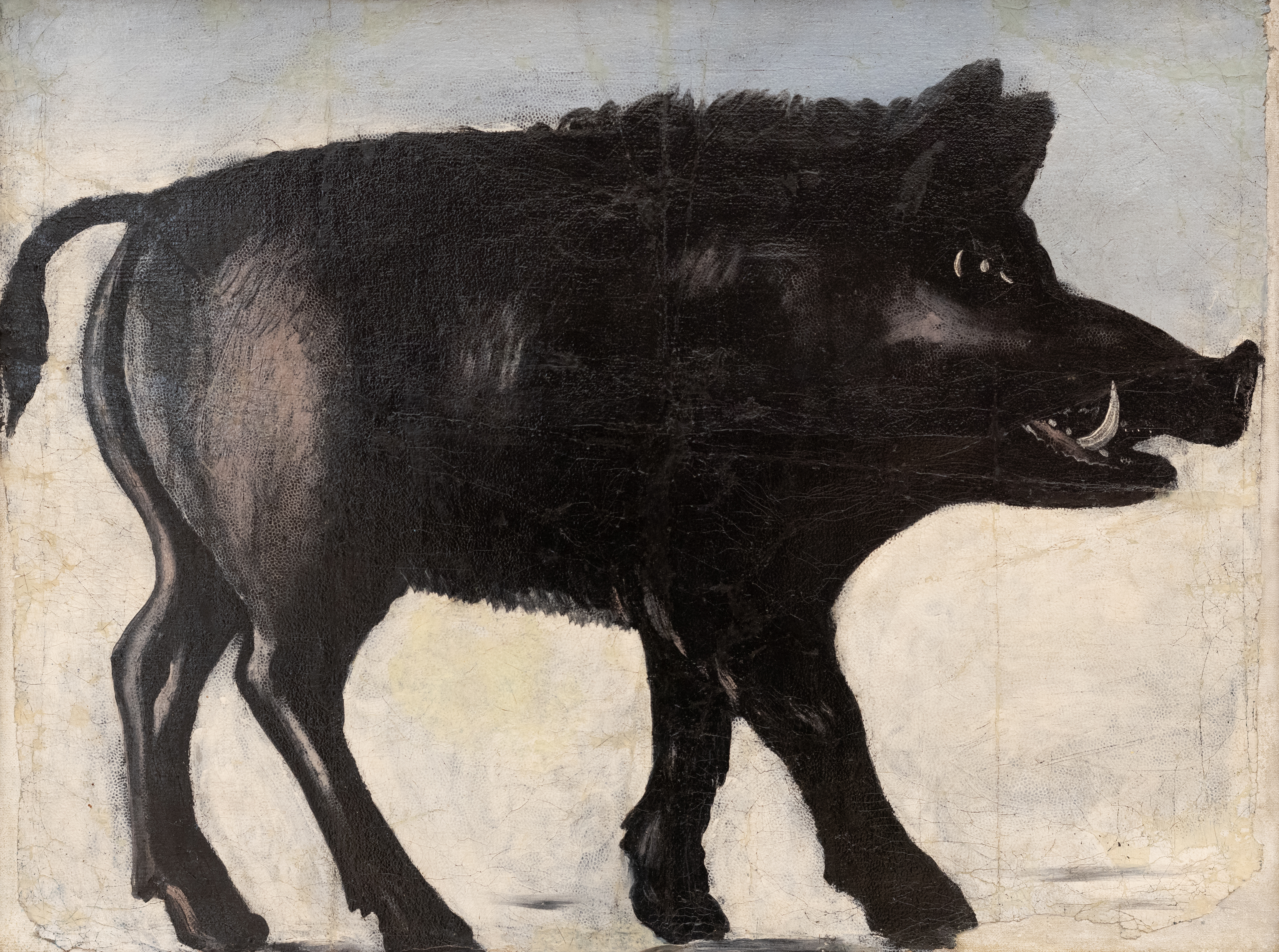
Sanglier
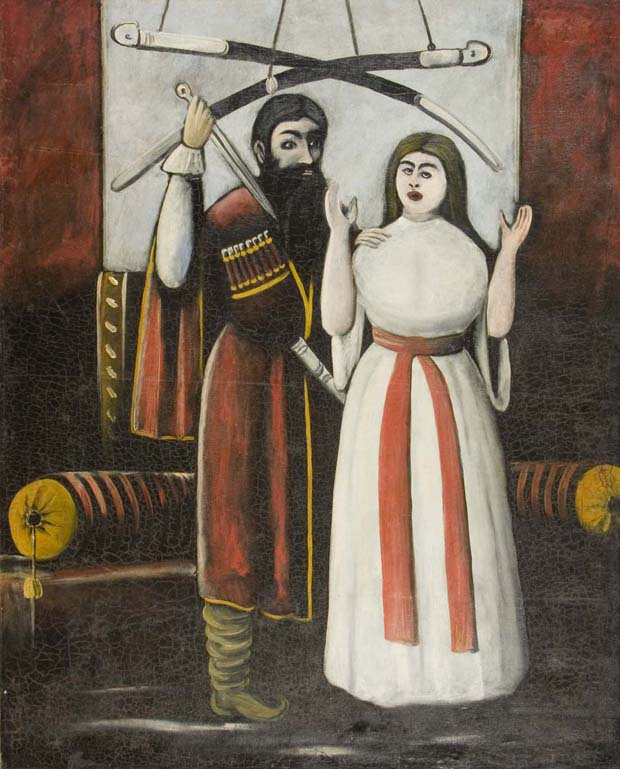
Scène de la pièce de Valerian Gunia Frère et Sœur.
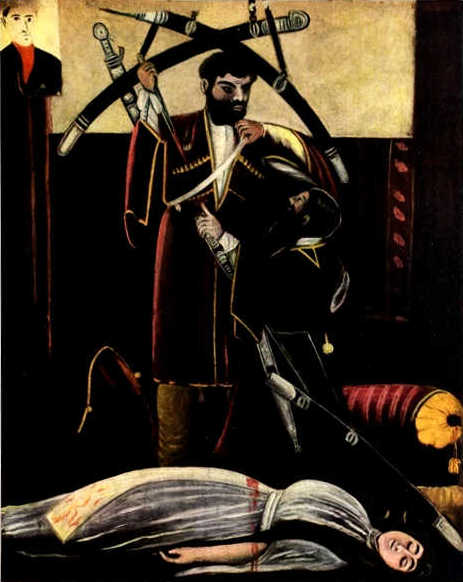
Scène de la pièce de Valerian Gunia Frère et Sœur.